# Texhoma (Texas)
Texhoma település az Amerikai Egyesült Államok Texas államában, Sherman megyében. Lakosainak száma 258 fő (2020. április 1.).

## Népesség
A település népességének változása:
| Lakosok száma | 371  | 346  | 258  |
|               | 2000 | 2010 | 2020 |